# Louis Émile Benassit

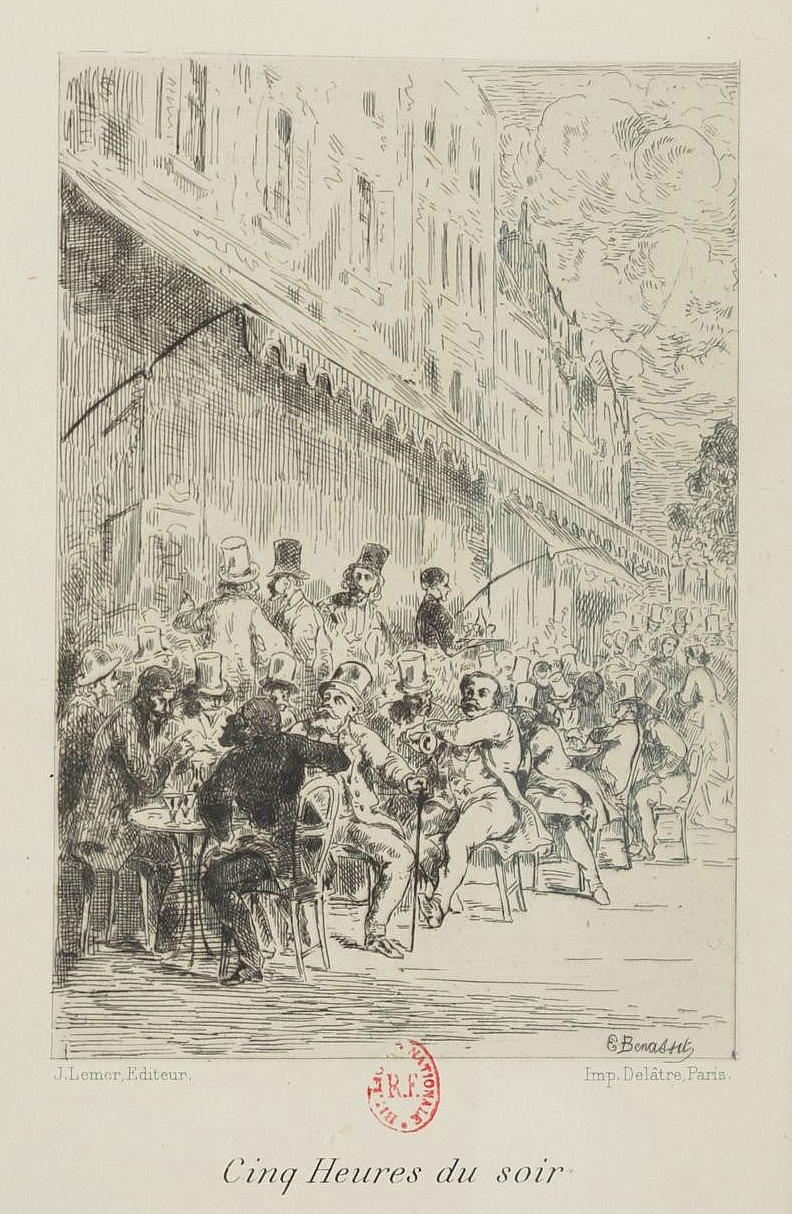
Café society: „Cinq heures de soir“, jedna z 25 ilustrací Benassita pro Les heures parisiennes Alfreda Delvaua, 1866

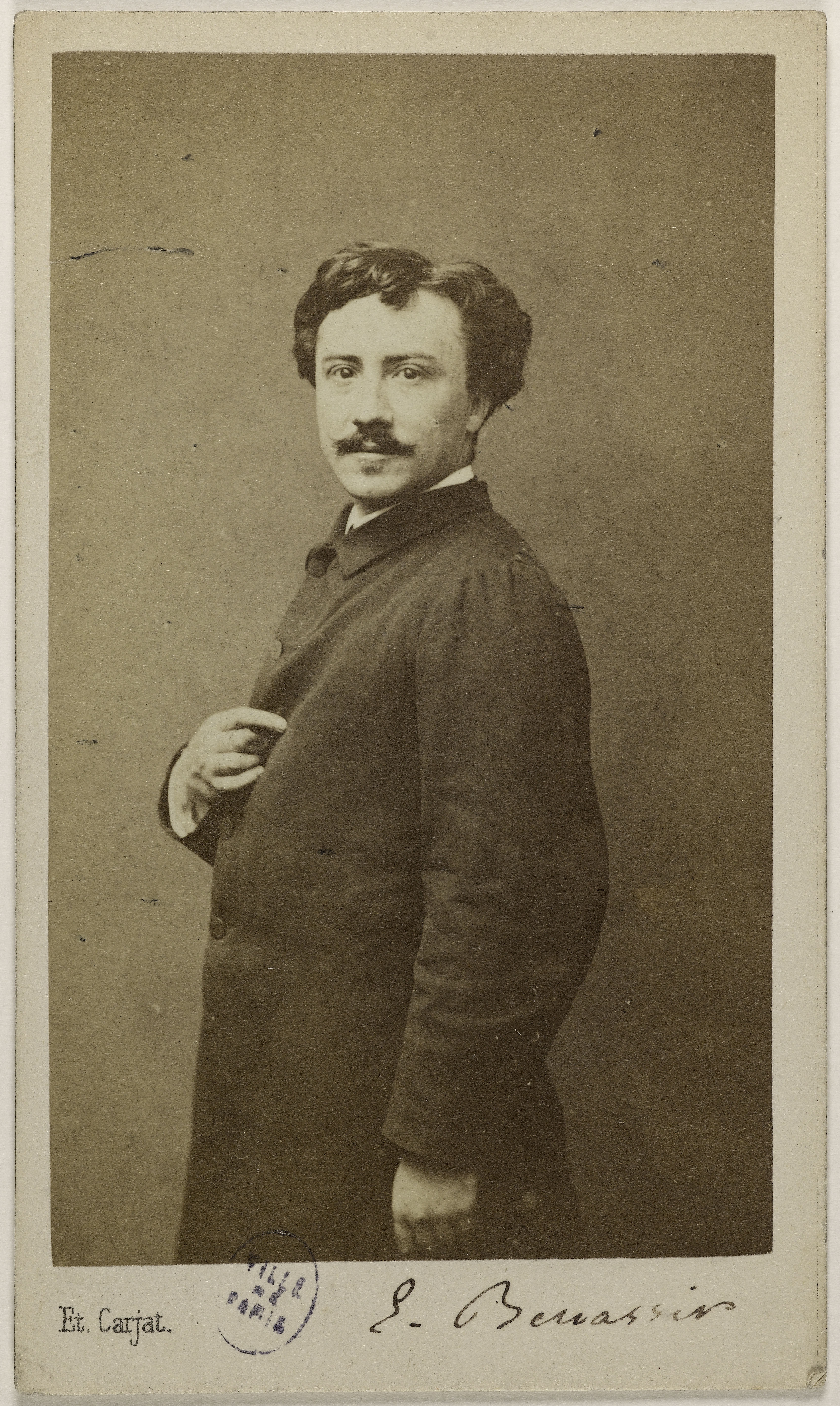
Louis Emile Benassit, foto: Étienne Carjat

Louis Émile Benassit (20. prosince 1833, Bordeaux, Francie – 9. srpna 1902, Jouarre, Francie) byl francouzský malíř žánrových obrazů a karikaturista. Jeho aktualizované verze bajek La Fontaina byly široce uváděny ve francouzském tisku. Po osobních zkušenostech ve francouzsko-pruské válce v roce 1870 často zobrazoval vojáky, kteří musí snášet nejen útrapy války ale i nepřízeň počasí. Částečně i díky vlivu obchodníka s uměním Paula Durand-Ruela, mu začala jeho práce přinášet i finanční úspěch. Obzvláště populární se stala Benassitova vyobrazení dvořanů a dam 17. století. Ale počínaje rokem 1882 progresivní paralýza, která začala v pravé paži, zkrátila jak jeho kariéru, tak jeho vystupování v kavárenské společnosti, ačkoli se naučil malovat levou rukou. Posledních dvanáct let života strávil v relativním ústraní daleko od Paříže.

## Životopis

### Vzdělání, kariéra, kavárny v Paříži
Benassit se narodil v Bordeaux francouzskému otci a anglické matce, jako mladý se s rodinou přestěhoval do Londýna. Do Francie se vrátil studovat malířství v Paříži u Françose-Édouarda Picota. Debutoval na pařížském Salonu v roce 1859 obrazem Clair de Lune. Celých 13 let, od roku 1859 do roku 1888 vystavoval na výročních výstavách pařížských uměleckých Salonů.
V šedesátých letech 19. století, kdy Benassit utratil své dědictví, se obrátil na vydavatelský svět, aby se uživil, a stal se plodným karikaturistou a ilustrátorem periodik a knih. V tomto období se Benassit pohyboval v levicových literárních kruzích. Ilustroval knihu Paula Arèneho Jean-des-Figues, Alphonse Daudeta Tartarin of Tarascon, Alfreda Delvau Du pont des Arts au pont de Kehl, pracoval pro Louise Figuiera a další. Umělecký kritik Jules-Antoine Castagnary si Benassita jako ilustrátora velmi cenil.
Benassit přiměl i okruh osobností kolem fotografa a básníka Étienna Carjata, aby se připojil k jeho skupině v Café de Madrid; „podle legendy se občas setkával v kavárně na Rue des Martyrs s Charlesem Baudelairem“.
Paul Arène živě popsal mladého Benassita a jeho schopnost pobavit a uchvátit posluchače:
Malý, ale silný, podsaditý, širokého obličeje, temperamentní a se silnou vůlí, s hromadou kudrnatých vlasů, které mu dodávaly byronský vzhled - když Bénassit, vždy následovaný Sprinnem, jeho věrným teriérem, vstoupil, všichni jsme ho obklopili. A následovaly nekonečné příběhy, anekdoty jedna za druhou: jeho studentské časy na palubě s Isidorem Pilsem a krásné a ohavné studiové žerty, které na něj jeho kolegové nastražili; a na druhé straně podivné dětství malého Francouze vyrůstajícího v Londýně: ledové nádvoří jeho vysoké školy, kde ho obklopovali gallofobní spolužáci, skáčí a křičí „Waterloo! Waterloo!“ - a malý francouzský chlapec, jehož národní pýcha je zraněná, ale on není dostatečně silný na pomstu, každý den po celé měsíce lstivě chodit do chatrče na břehu Temže, učit se boxovat v domě vdovy po boxerovi, staré bezzubé čarodějnice, vysoké a šlachovité, která klečela na kolenou aby byla v jeho výšce, a on bušil do její hrudi sevřenými pěstmi žlutými a tvrdými jako zimostrázové kořeny.
Paul Arène

### Benassit vypravěč
Benassit byl proslulý svou schopností převyprávět bajky La Fontaina, se lstivými odkazy současnost, slovními hříčkami a galským vtipem, které vzdorují překladu. Ačkoli ho přátelé prosili, aby tak učinil, Benassit nikdy své bajky nesepsal a tak Paul Arèn žertoval, že jsou jako „písně Homeridů, které se předávají z úst do úst po generace.“  Benassitovy bajky vyprávělo mnoho novinářů, pamětníků a autorů nekrologů. Arène citoval Benassitovu verzi bajky o psu, který pustil svou kořist:
Pes ukradne steak. Běží přes most a uvidí svůj odraz ve vodě: „Co! Další pes s dalším steakem! A jeho steak je větší než můj! Co když mu ho vezmu? Ah, ale tento pes je také větší než já. Nejprve sním svůj steak; pak budeme bojovat. “Pes odběhne sníst svůj steak, vrátí se, znovu vidí svůj obraz ve vodě a pláče:„ Úžasné! Druhý pes měl stejný nápad jako já! “.
Paul Arène
Louis Lemercier de Neuville, francouzský loutkář, novinář, publicista a dramatik ve svých pamětech vypráví o řadě těchto bajek, připomíná je jako „radost ateliérů a uměleckých a literárních setkání. Způsob jeho vyprávění významně přispěl k jejich úspěchu; říkal ty nejzábavnější věci s maximální vážností, s napůl anglickým, napůl gaskoňským přízvukem, který zdvojnásobil jejich zábavnost.“ Napsal Georges Duval o anglickém smyslu pro humor Benassita.

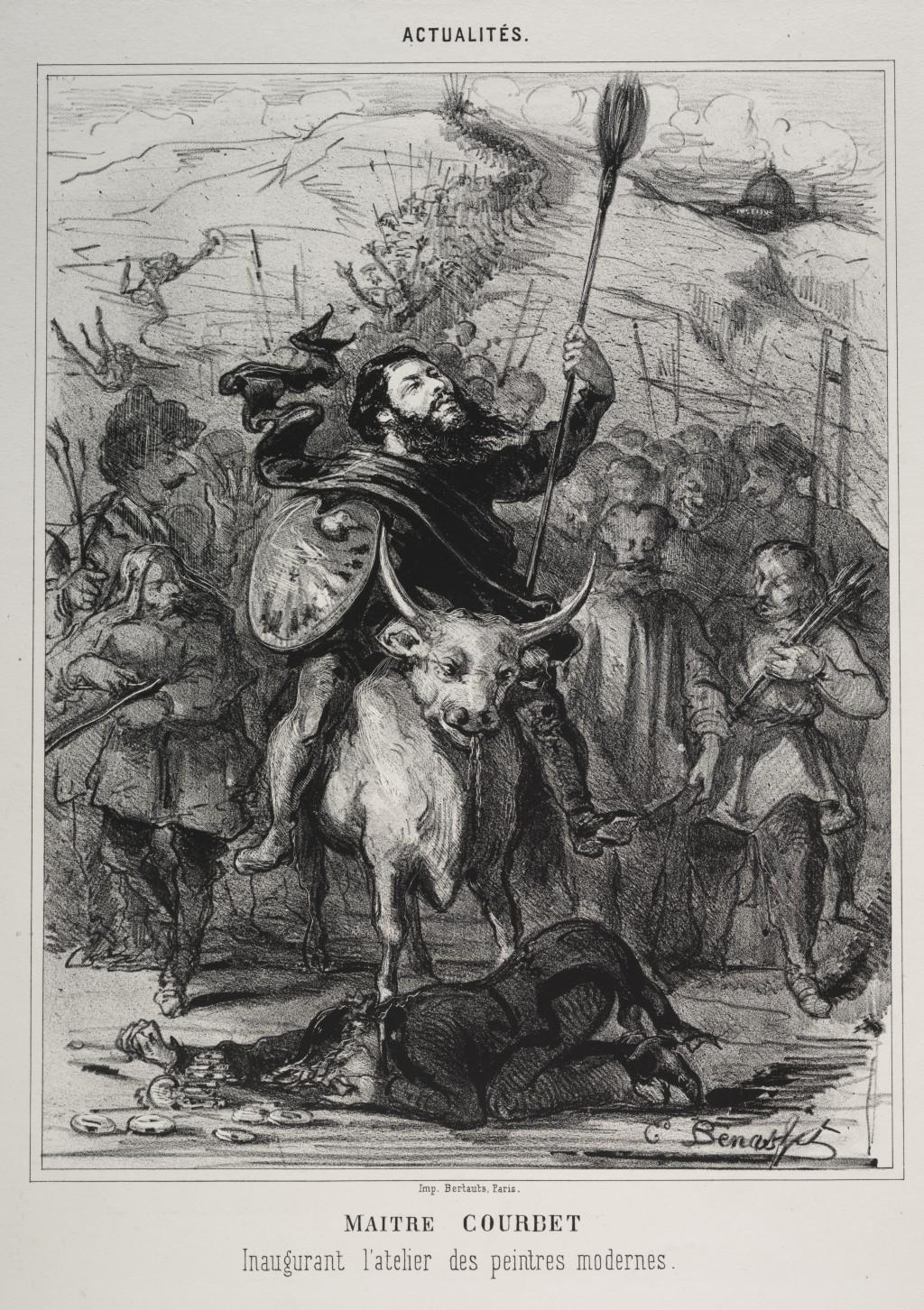
Mistr Courbet otvírá ateliér moderního umění, 1861, Cleveland, Museum of Art
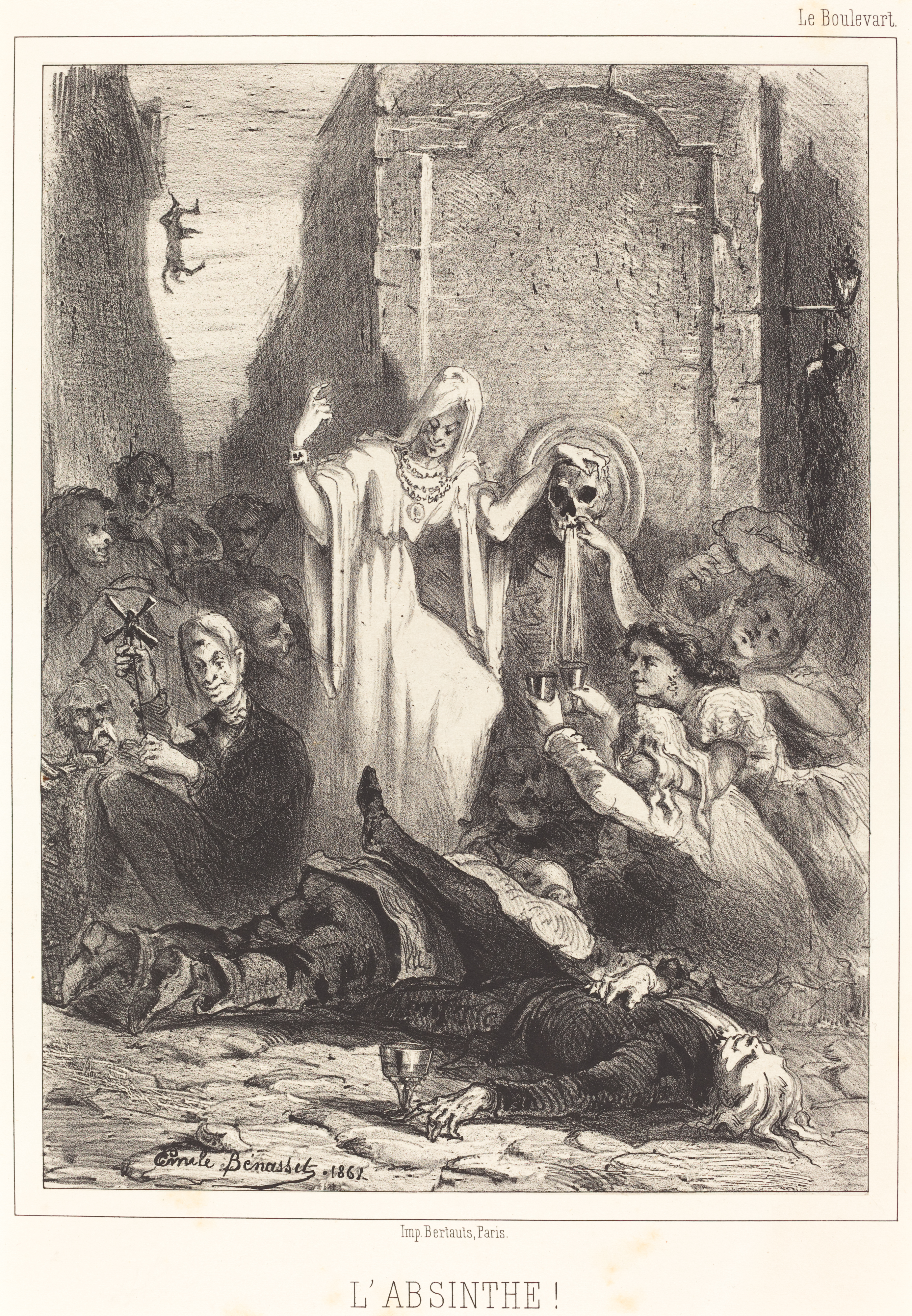
Absint!, 1862, Národní galerie ve Washingtonu
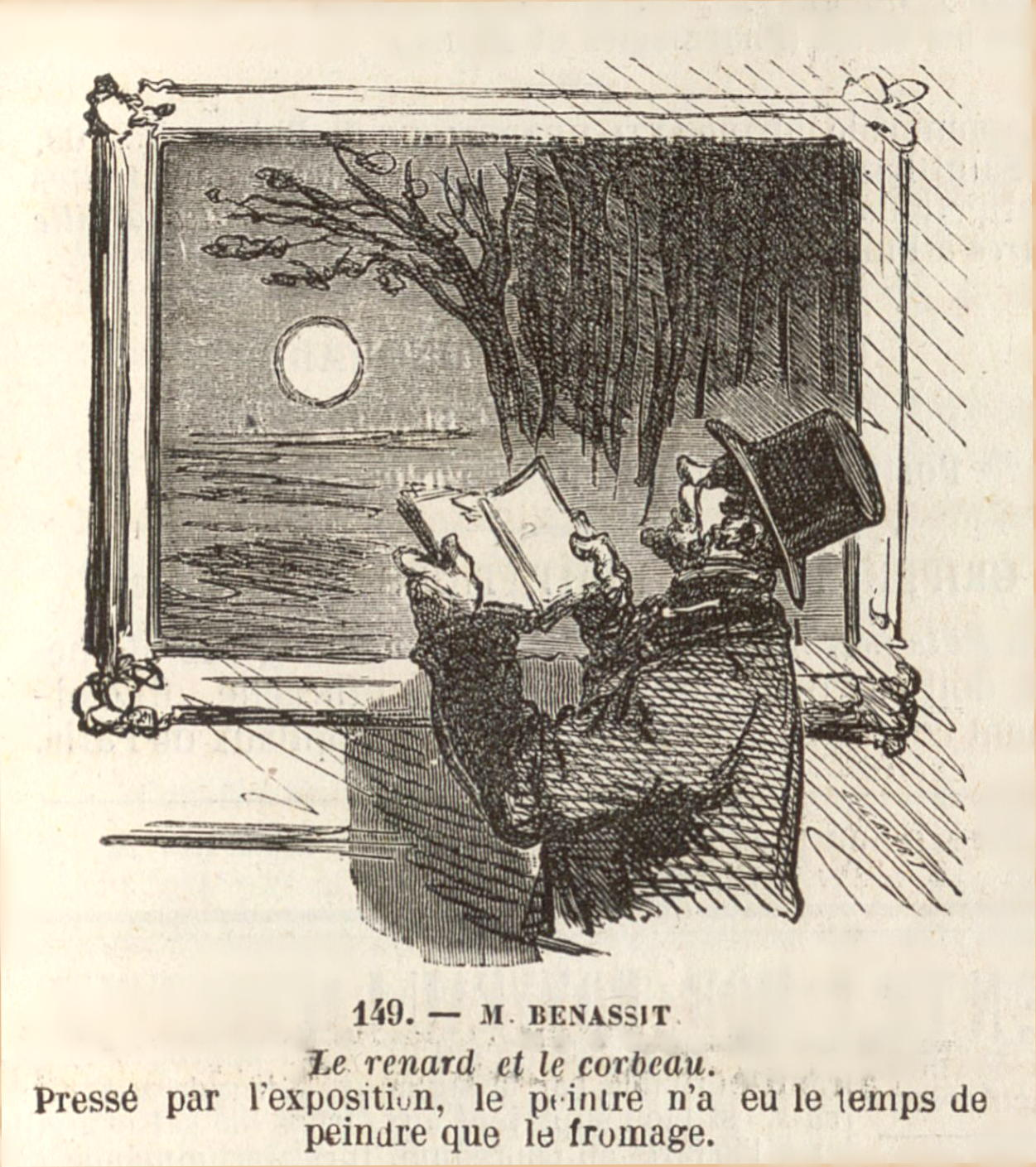
"Promenades au Salon" Cham prohlíží obrazy na Salonu 1865, včetně Benassitova Clair de Lune.
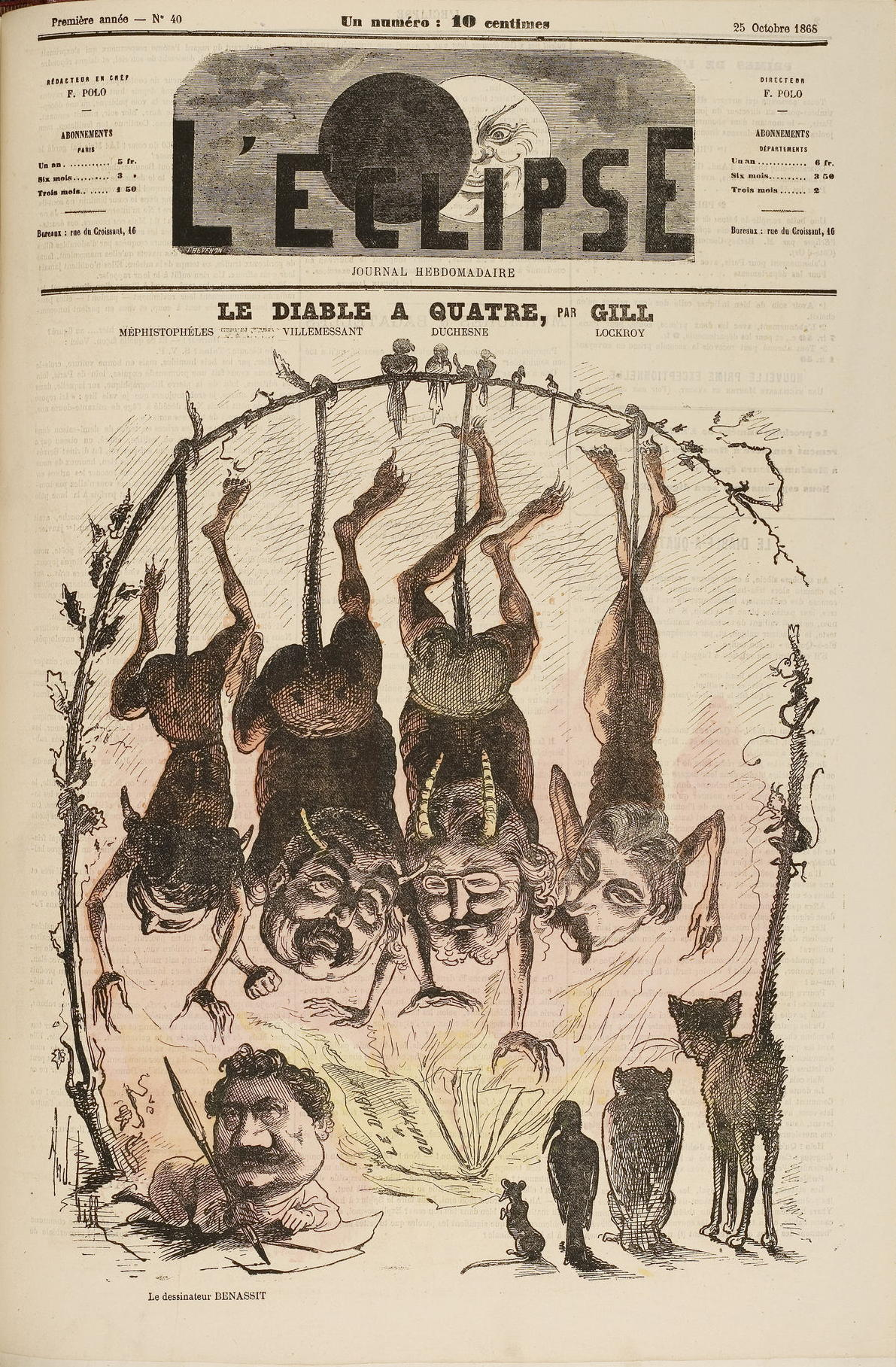
Zatmění, 25. říjen 1868, karikatura čtyř vydavatelů nového satirického časopisu Le Diable à Quatre
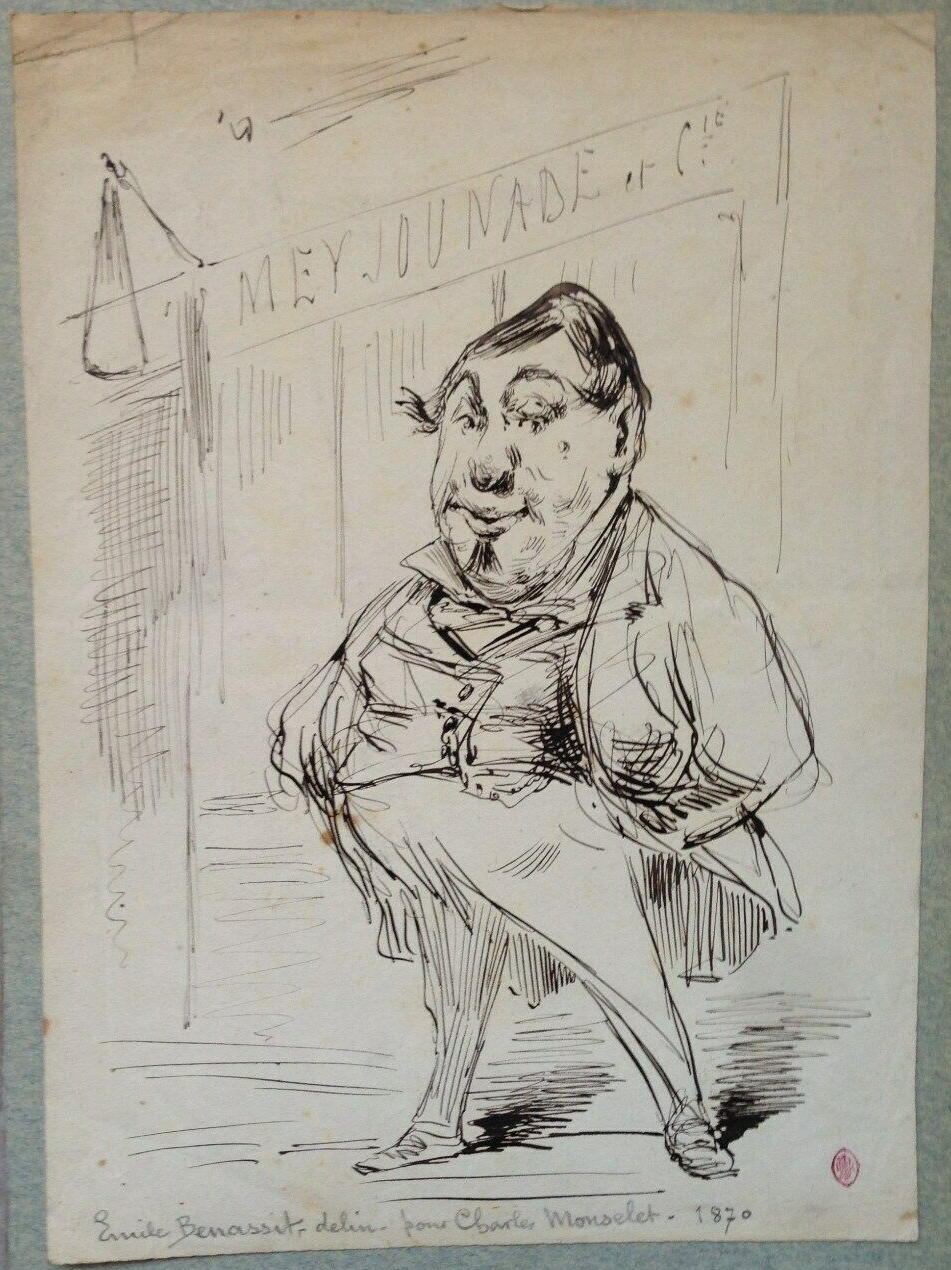
Meyjounade et Cie, karikatura Benassitova přítele Charlese Monseleta, 1870, soukr. sbírka
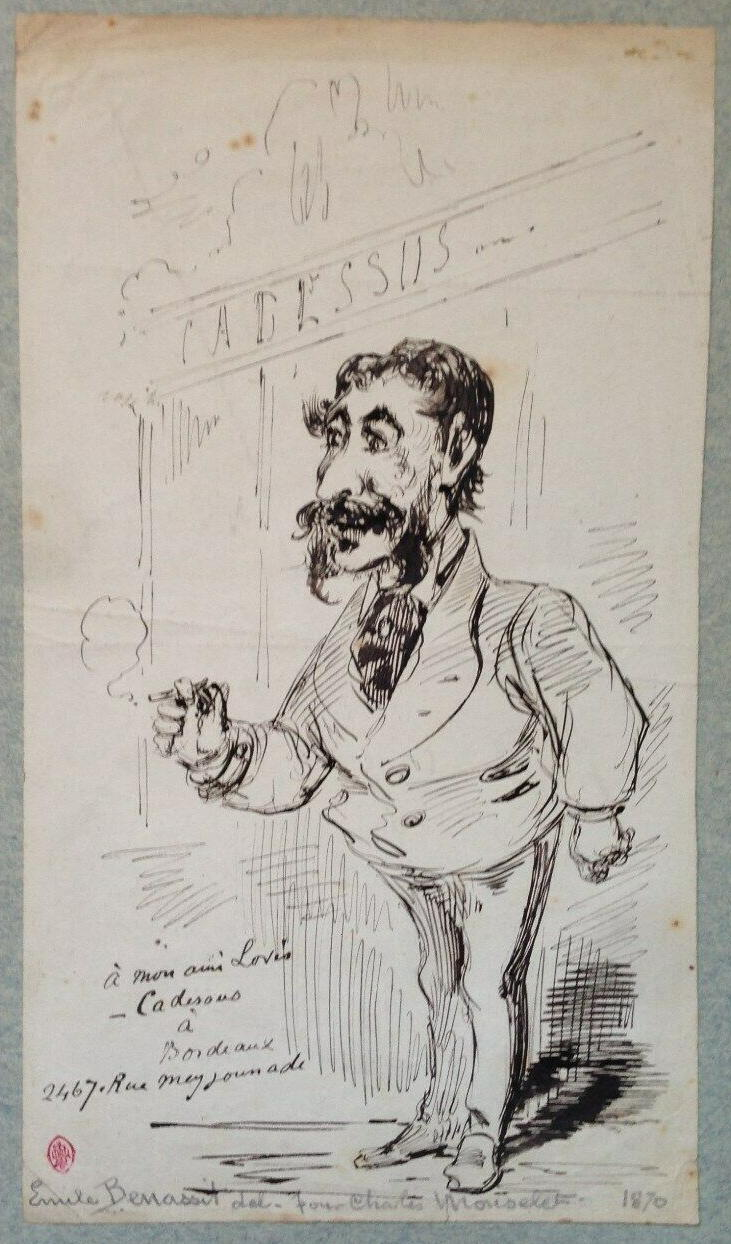
Cadesous à Bordeaux, karikatura Benassitova přítele Charlese Monseleta, 1870, soukr. sbírka

## Prusko-francouzská válka 1870-1871
V roce 1870, kdy během francouzsko-pruské války nepřítel oblehl Paříž, oblékl Benassit uniformu a sloužil spolu s mnoha dalšími spisovateli a umělci v 61. praporu Národní gardy se sídlem na Montmartru. I za takových okolností dokázal Benassit žertovat. Jeho přítel, spisovatel Charles Monselet později přiznal ,že nebyl příkladným vojákem, často chyběl na ranním nástupu. Když byl Monselet vyvolán a následovalo ticho, Benassit vystoupil z řady, zvedl ruce a s vážnou intonací pronesl: „Smrt na poli cti!“. Když Monselet později vyprávěl tento příběh na přednáškovém turné, nikdy své posluchače nezklamal.
Válka, respektive vojáci, však na Benassita jasně udělala hluboký dojem. V následujícím desetiletí se znovu a znovu vracel k akvarelům, obrazům mužů v uniformách, často na průzkumných misích nebo na ústupu, mnohdy ve sněhu nebo dešti. Benassitova často pochmurná zobrazení nejsou ani sentimentální, ani graficky násilná; Charles Chincholle napsal, že Benassit „nám ukazuje nadšení, chrabrost. Ukrývá pod slávou její cenu.“

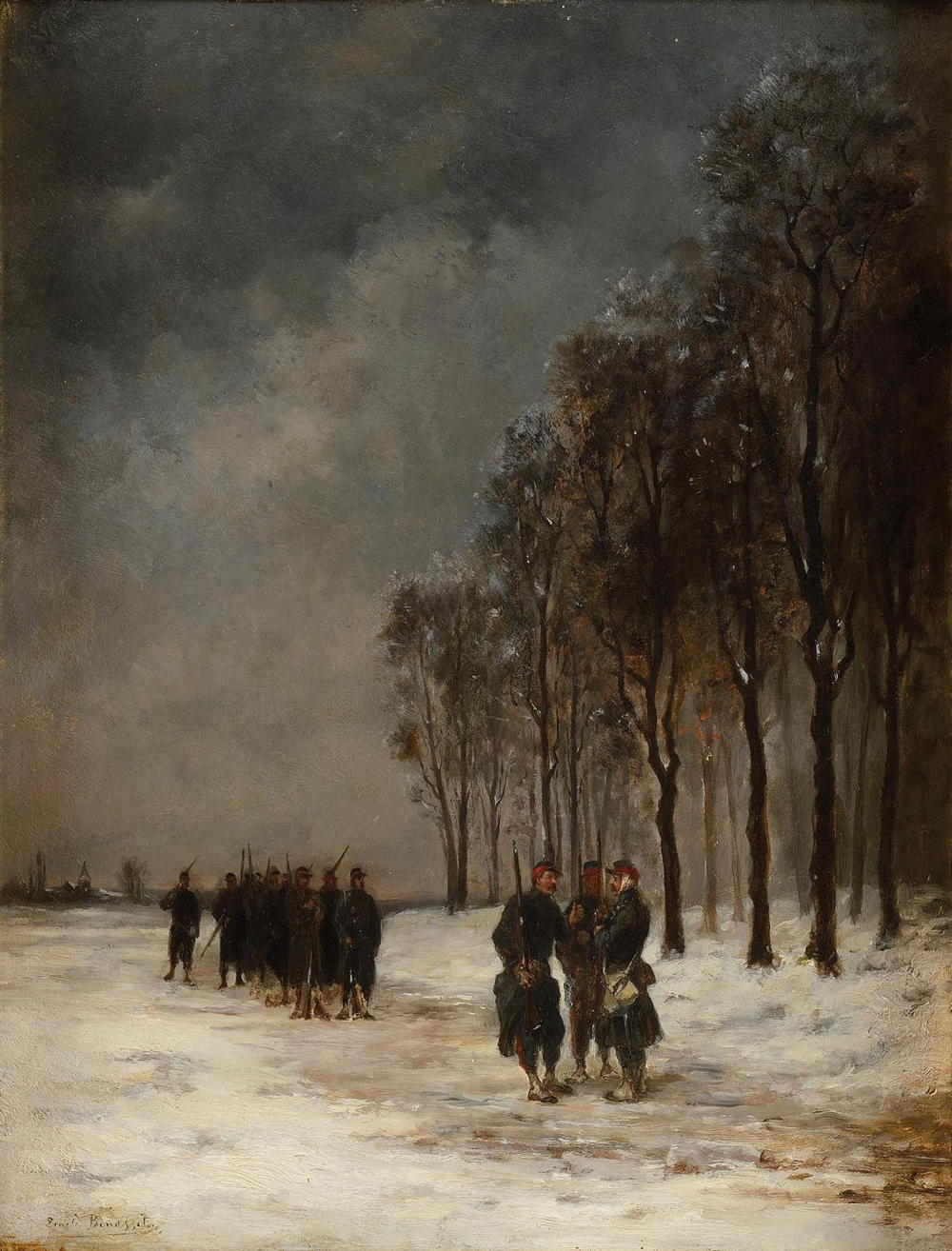
Francouzští vojáci během v zimě 1870, soukr. sbírka
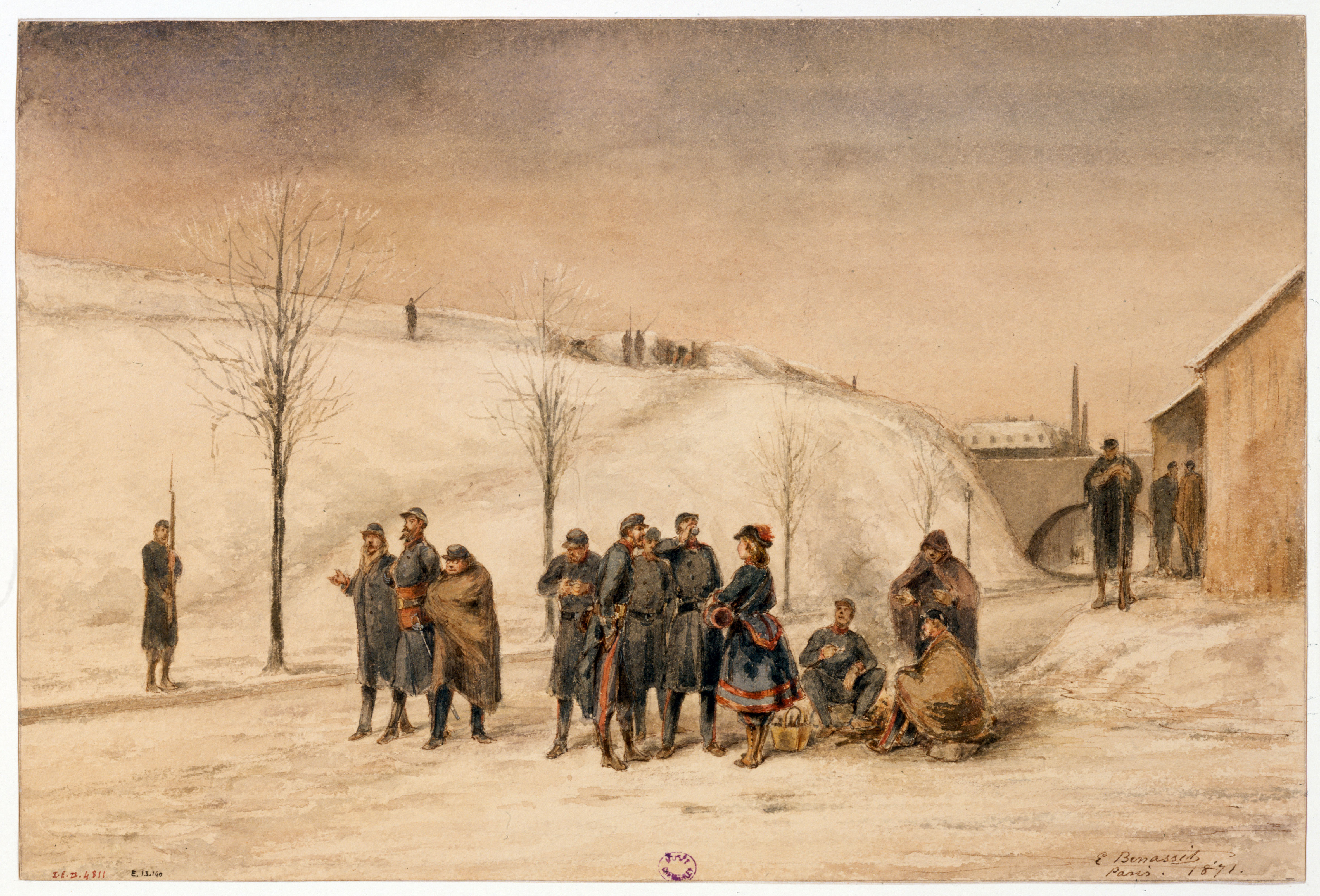
Vojáci jedí v pevnosti, 1871, Musée Carnavalet
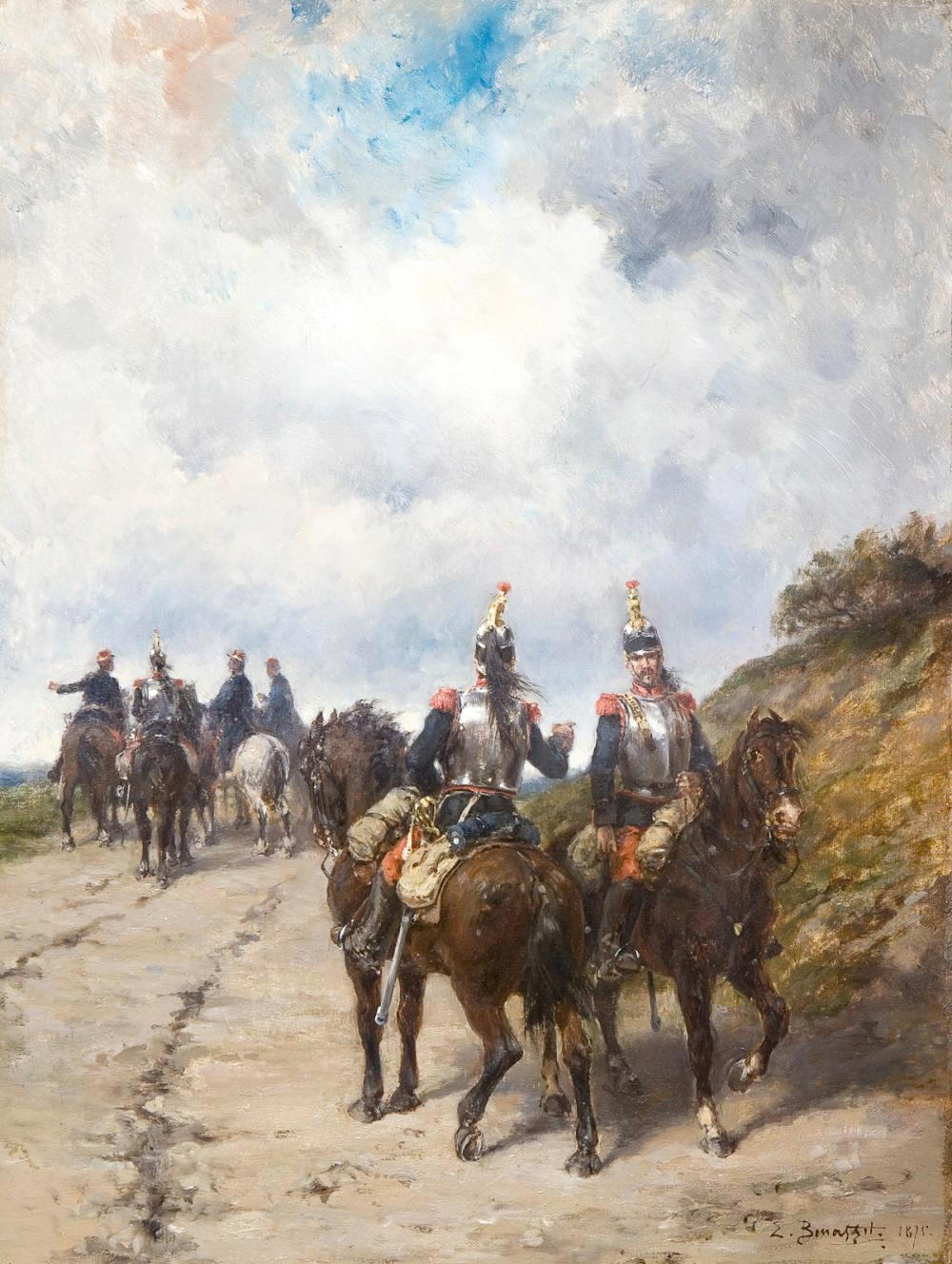
Francouzský kavalerista, 1875, soukr. sbírka
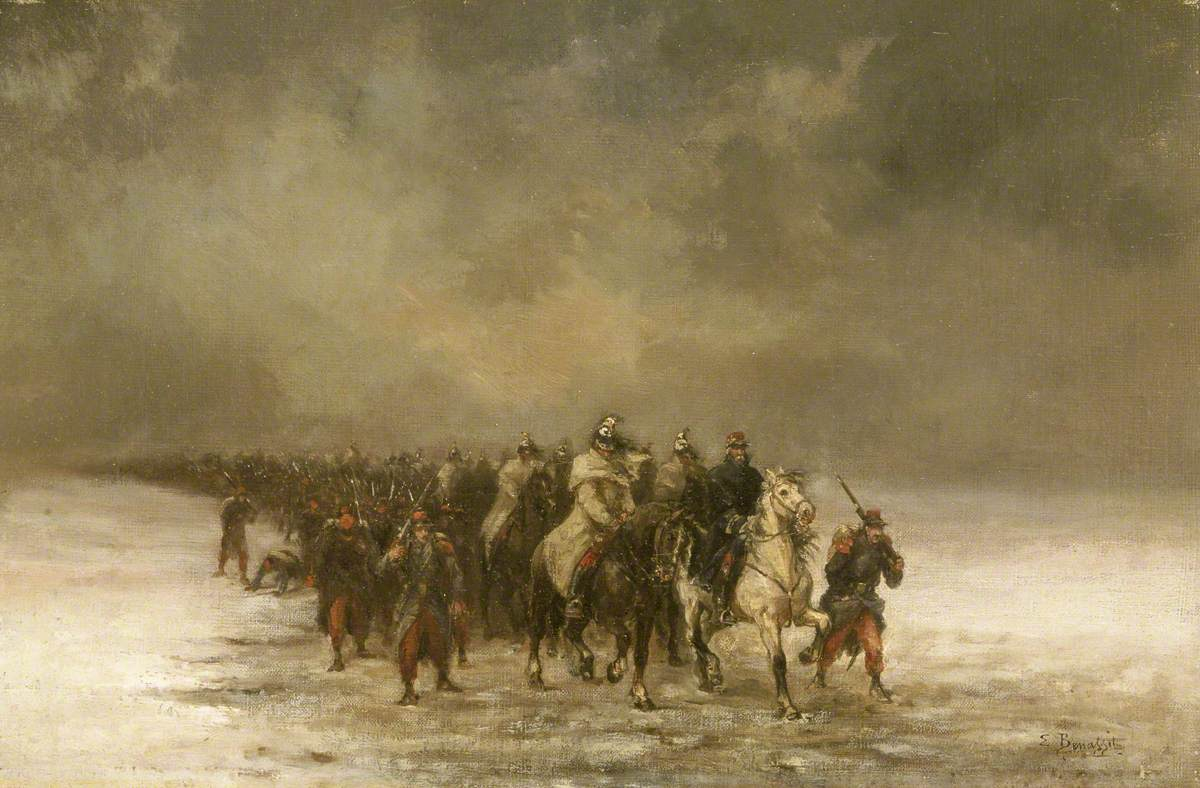
Ústup, 1875, National Museum, Wales
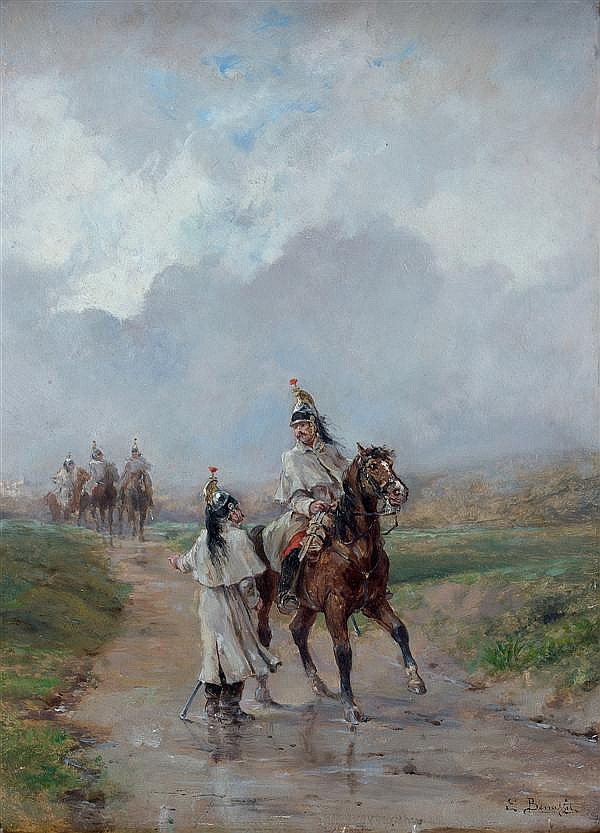
Dragoun na koni, soukr. sbírka
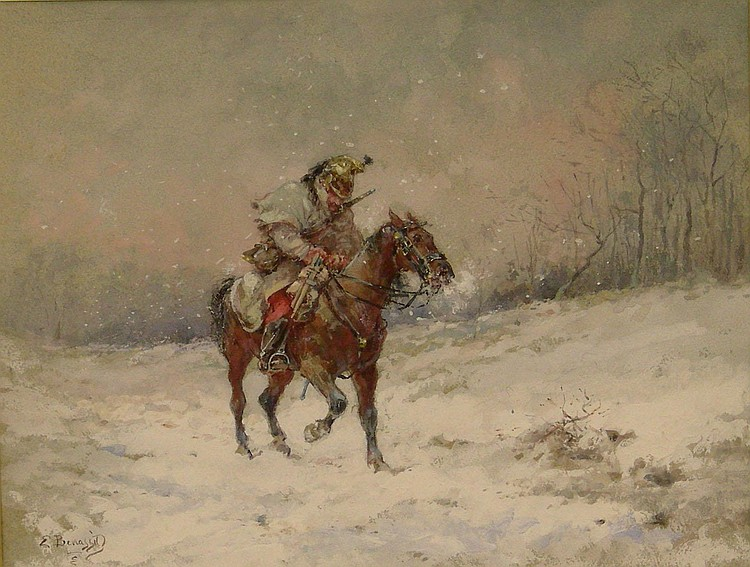
Pruský kavalerista ve sněhu, soukr. sbírka
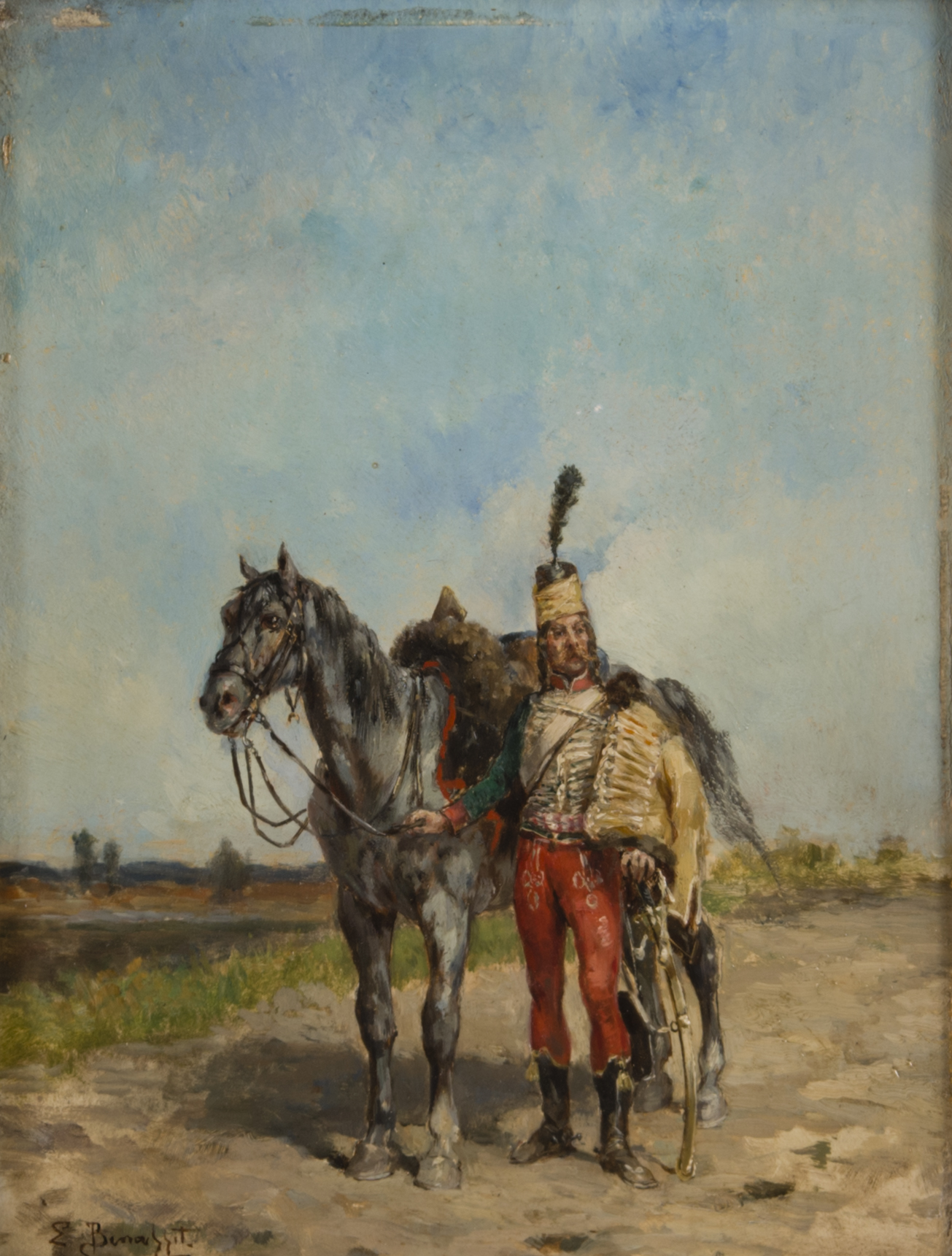
Husar, soukr. sbírka

### Úspěch a onemocnění

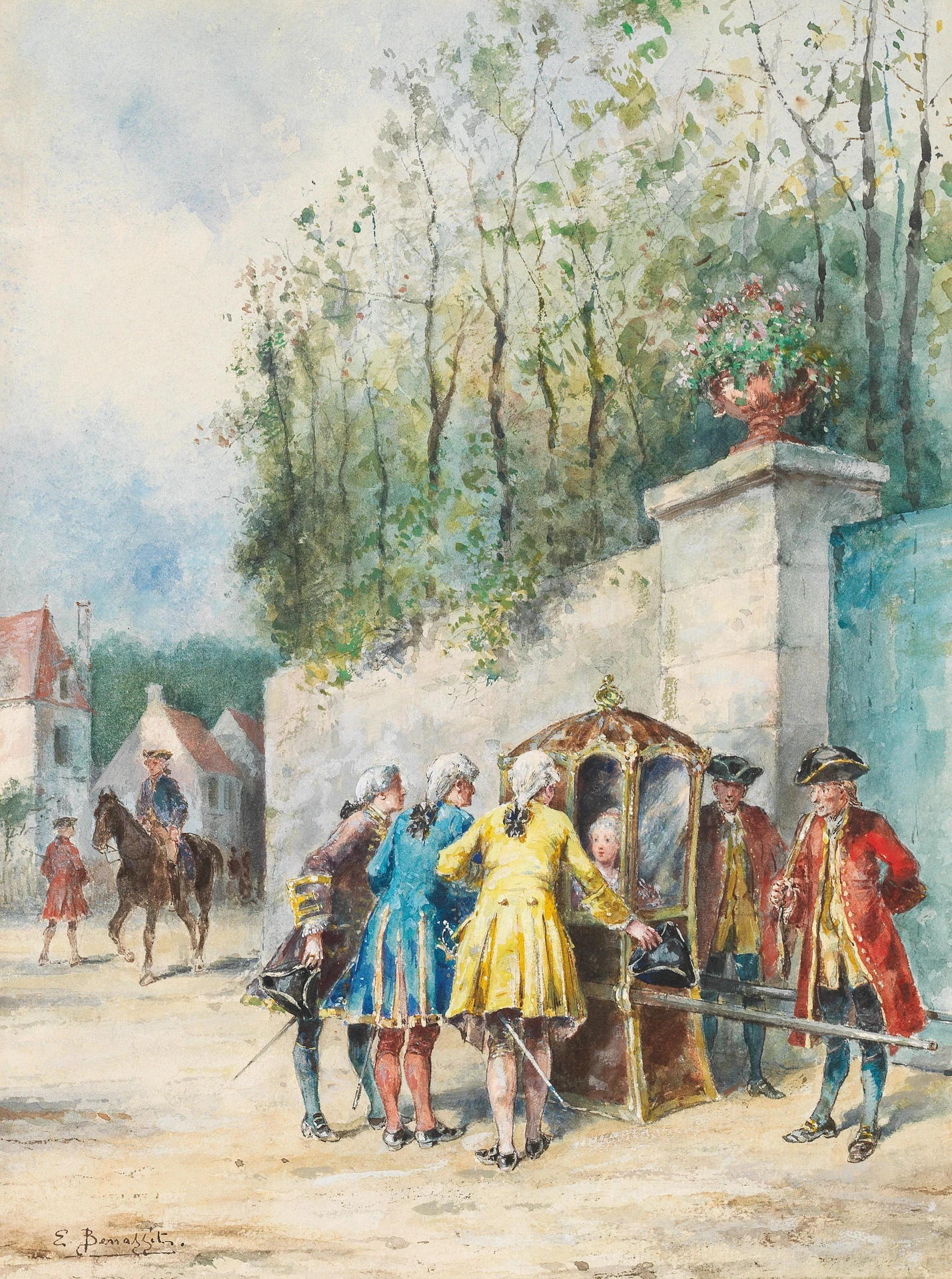
Mladá dáma v kočáře a tři gentlemani, akvarel, soukr. sbírka

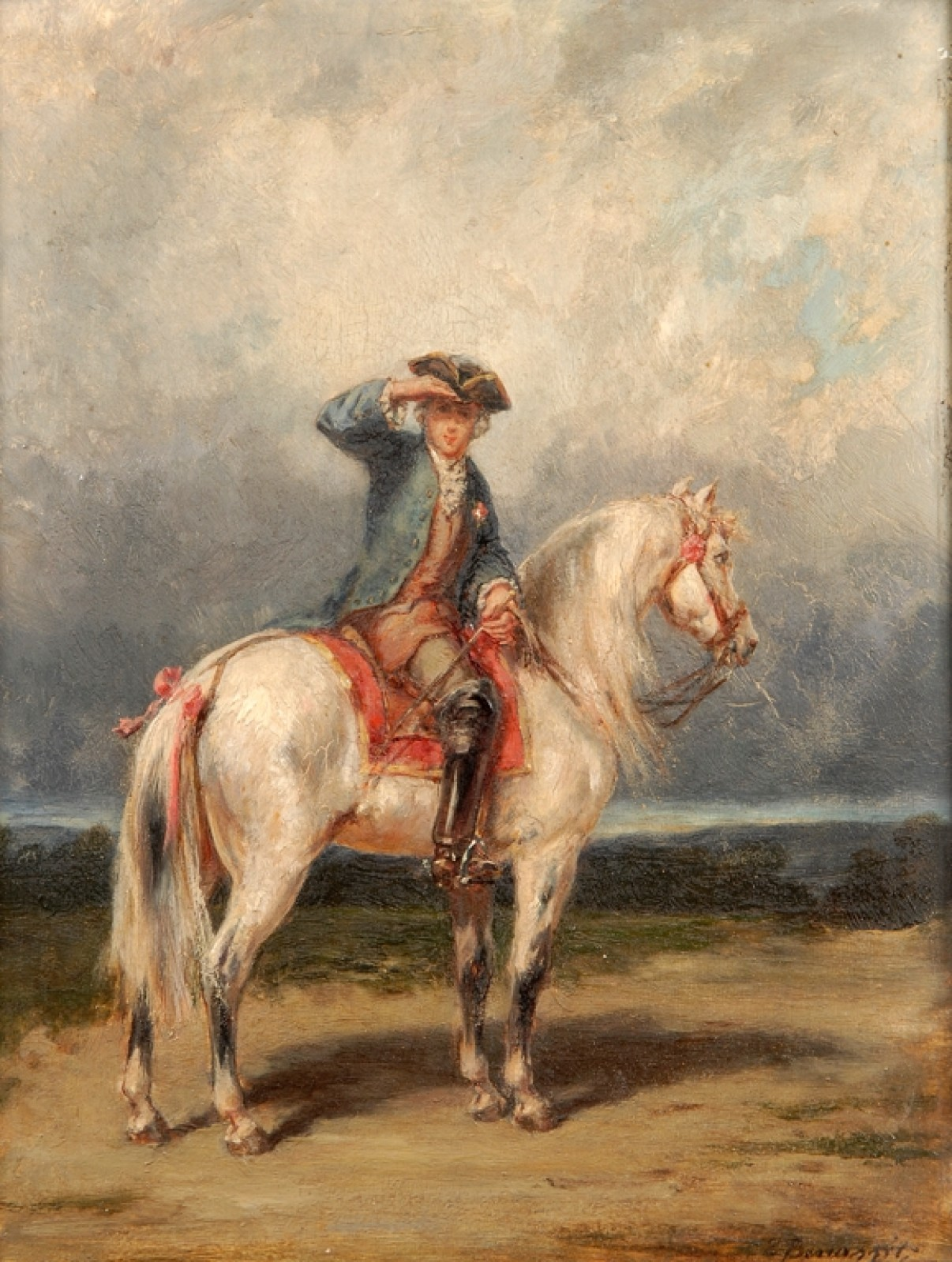
Kavalír, olej, soukr. sbírka

Po válce Benassit pokračoval v práci ilustrátora a také se začal brát vážněji jako malíř. Přibližně v této době se o jeho práci zajímal vlivný obchodník s uměním Paul Durand-Ruel. V polovině čtyřicátých let 19. století Benassitova kariéra stoupala.
Ale počínaje rokem 1882 Benassit zažil nástup progresivní paralýzy, která začala v jeho pravé paži. Benassit „se odvážně chopil štětce, své bojové zbraně,“ a pokusil se naučit malovat levou rukou. V roce 1883 byla jeho nemoc dále komplikována pádem, kterým si zlomil nohu. Na začátku roku 1884 chodil obtížně a stěží dokázal používat levou ruku (psát, ne kreslit). Návštěvník poznamenal: „V jeho malém bytě ve třetím patře ulice Rue Lepic se mu dny zdají dlouhé a smutné. Někteří přátelé mu však přijdou podat ruku a přinést mu útěchu. Nejvěrnější jsou Monselet, hrabě H. O'Héguerty a náš přítel Paul Arène.“
„Smutnou pravdou je,“ poznamenal jeden současník, „že ochrnutí mu zmrazilo ruku v okamžiku, kdy se Durand-Ruelovi podařilo dosáhnout toho, aby Benassitovy obrazy dosáhly vysokých cen – což byly zkrátka jen ceny rozumné.“
V roce 1883 nově vytvořená "Société des Artistes Français" poskytla Benassitovi částku 500 franků. V roce 1884 byly jeho jménem uspořádány dvě finanční sbírky, v lednu tombola děl více než 80 umělců včetně Léona Bonnata, Johna Lewise Browna, Karla Daubignyho a Jeana Jacquesa Hennera. Druhá tombola byla uspořádána v květnu.
Charles Chincholle ve svých pamětech publikovaných v roce 1889 uvádí, že Benassit se úspěšně naučil malovat levou rukou:
Tento okouzlující umělec, který v době, kdy se konečně chystal čerpat slávu a těžit ze svého talentu, měl strašlivou smůlu, že jeho pravá ruka byla paralyzována, tento zničený muž umělec věděl, jak se z toho dostat, svou vůlí se rozhodl neprohrát s paralýzou. Celá jeho pravá strana byla téměř mrtvá. Co na tom záleží! Měl levou, nejlepší, srdeční stranu... Odvážně šel znovu sám do školy. Nejprve se naučil psát, potom kreslit a nakonec malovat levou rukou. Bylo to před pěti lety a dnes má to největší štěstí, že si může uvědomit, že to, co udělal pravou rukou, nikdy nebylo tak dobré, jako to co dělá rukou levou. Vysvětlení je, že větší úsilí přirozeně přineslo lepší výsledek.
Charles Chincholle
Celé generace novinářů po Benassitově smrti zveřejňovaly tuto historku:
Zasažen částečným ochrnutím na pravé straně trpělivě cvičil malbu levou rukou. Nemoc se však každým dnem horšila. Nějakou dobu pochyboval, zda vůbec bude schopen mluvit. Ale ani na okamžik neztratil humor. Když ho host jednoho dne přistihl, jak si dělá pedikúru, vysvětlil: „Když už nebudu moci hýbat rukama ani mluvit, budu psát nohama. Takže si dělám nehty!“

### Smrt a odkaz
Benassit strávil posledních dvanáct let svého života mimo Paříž, kde žil se svým bratrem Ernestem v Jouarre, kde zemřel 9. srpna 1902. Před svou paralýzou vytvořil (a zjevně prodal nebo rozdal) více než 400 obrazů. Po jeho paralýze následný prudký nárůst hodnoty těchto děl zvýšil jeho prestiž a přinesl zisk majitelům, ale pro Benassita to nemělo žádný komerční přínos.
Jules Noriac tvrdil, že Benassitovy žerty a vtipy zhoršily jeho uměleckou práci: „Občan Bénassit je malíř, který by měl nekonečný talent, kdyby neměl tolik vtipu. Řekl bych mu to do očí.“ Fernand Xau napsal v roce 1884: „Benassit vždy dával přednost společnosti spisovatelů před společností malířů. Možná proto nachází tolik sympatií v tisku a tolik antipatie mezi málo známými mazaly.“ Ale tisk nebyl vždy jeho přítelem. Jeden nekrolog, publicisty Scaramouche v L'Aurore, přednesl toto nešetřící hodnocení: „Malíř Bénassit, který zemřel velmi zapomenutý, získal v literárních kruzích před rokem 1870 vynikající pověst pro svůj bláznivý vtip… Bénassitova osobnost byla v podstatě výsledek velké plachosti a nedostatku sebevědomí, které mu bránily prosadit svůj talent malíře i odvahu stát se literátem. Byl by uspěl v jednom či druhém žánru, kdyby nenechal sám sebe zredukovat na roli žolíka, který v hořkosti a lítosti nevnímal, co skrývala jeho fantastická mysl. “
Benassitova pověst malíře se však i po přelomu století nadále šířila, částečně díky úsilí obchodníka s uměním Paula Durand-Ruela (legendární propagátor impresionismu), který Benassitovo dílo vystavoval a prodával vedle děl Maneta, Moneta a Pissarra ve svých galeriích v Paříži a New Yorku.
Benassitův věhlas jako vypravěče a vtipálka v kavárenské společnosti, jeho spojení s uměleckými i literárními kruhy, jeho značný umělecký úspěch a patos jeho utrpení mu poskytly uznání v pařížském tisku pro tři desetiletí, od krátkých zmínek k dlouhým anekdotám. Poskytují ale také mnoho informací, které by moderní badatelé, historici umění a životopisci možná jinak nezískali.